# Kała (rejon derbencki)
Kała (ros. Кала) – wieś w Rosji, w Dagestanie, w rejonie derbenckim. W 2010 liczyła 1752 mieszkańców, głównie Azerów.